# Estación de Dax
La estación de Dax es una estación ferroviaria francesa de la línea Burdeos-Irún, situada en la comuna de Dax, en el departamento de Las Landas, en la región de Aquitania. Por esta estación circulan tanto trenes de alta velocidad como de grandes líneas, media distancia y regionales.

## Historia
Fue inaugurada a mediados del siglo XIX por la compañía de ferrocarril de Burdeos hasta La Teste.  En 1938 las seis grandes compañías privadas que operaban la red se fusionaron en la empresa estatal SNCF. Desde 1997 la gestión de las vías corresponde a la RFF mientras que la SNCF gestiona la estación.

## Situación ferroviaria
Se sitúa en el punto kilométrico 147,459 de la línea férrea Burdeos-Irún. Además, forma parte de los siguientes trazados:
- Línea férrea Puyoô - Dax. Pequeño ramal de apenas 30 kilómetros, sirve para enlazar la línea férrea Burdeos-Irún con la línea que da servicio a ciudades como Tarbes o Pau.
- Línea férrea Dax - Mont-de-Marsan. Línea de 63 kilómetros que unía de forma directa ambas ciudades sin pasar por Morcenx. En la actualidad ha sido casi totalmente desmantelada y sólo pequeños tramos se siguen usando para el tráfico de mercancías.

## Descripción
Esta estación se compone de tres andenes, uno lateral y dos centrales y de seis vías. 

## Servicios ferroviarios

### Alta Velocidad
Los siguientes TGV se detienen en la estación:
- Línea Tarbes - París.
- Línea Irún / Hendaya - París / Lille.

### Grandes Líneas
Los trenes lúnea conectan las siguientes ciudades:
- Línea Irún / Tarbes - París.
- Línea Irún - Ginebra. Sólo en periodos vacacionales y fines de semana.

### Media Distancia
- Línea Hendaya / Irún - Burdeos. Tren Intercités.
- Línea Tarbes - Burdeos. Tren Intercités.

### Regionales
Los trenes regionales TER enlazan las siguientes ciudades:
- Línea Burdeos - Lourdes / Pau.
- Línea Burdeos - Hendaya.